# Tehachapi Pass
Der Tehachapi Pass verbindet das San Joaquin Valley im nördlichen Kalifornien mit der Mojave-Wüste im südlichen Kalifornien. Der Pass liegt am nordöstlichen Ausläufer der Tehachapi Mountains, ein weiterer Pass ist der Tejon Pass am südwestlichen Ausläufer.
Der Gebirgspass wird derzeit von der Staatsstraße 58 erschlossen, außerdem führt eine Güterbahn von Union Pacific über den Pass, der Tehachapi Loop befindet sich etwa 29 km westlich vom gemeinsamen Ausgangspunkt in der Nähe der Siedlung Tehachapi. Zukünftig soll ein Abschnitt der California High-Speed Rail über den Pass führen.
In dem Gebiet liegt das Alta Wind Energy Center, der größte Windpark des Landes (Stand: September 2016).

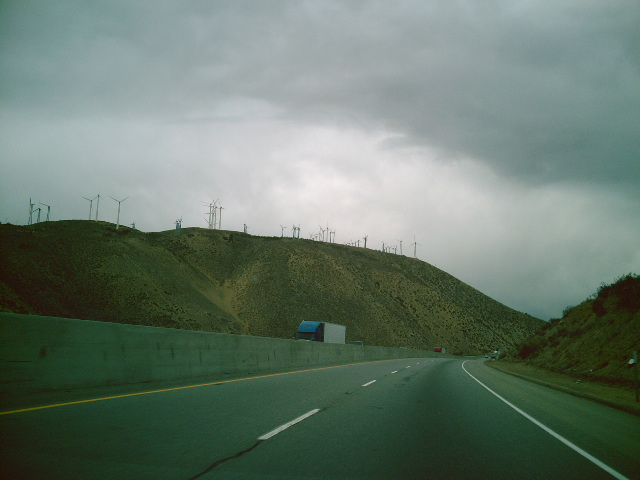
Auf der Autobahn über den Tehachapi Pass, dahinter die Berge mit dem Alta Wind Energy Center.